# CEACAM1
CEACAM1 (англ. Carcinoembryonic antigen-related cell adhesion molecule 1 (biliary glycoprotein); CD66a) — гликопротеин семейства раково-эмбриональных антигенов, продукт гена человека CEACAM1.

## Функции
Ген кодирует белок семейства раково-эмбриональных антигенов суперсемейства иммуноглобулинов. Первоначально белок был обнаружен в желчных протоках печени как гликопротеин желчи. Впоследствии было обнаружено, что это белок межклеточной адгезии, который экспрессируется на лейкоцитах, эпителии и эндотелии. Опосредует межклеточную адгезию как с помощью гомофильных, так и гетерофильных взаимодействий с другими белками этой группы. Играет роль в дифференцировке, регулировке трёхмерного расположения клеток в тканях, ангиогенезе, апоптозе, подавлении опухоли, метастазировании и модуляции как врождённого, так и адаптивного иммунитета. Существует несколько изоформ белка.
В меланоцитах экспрессия CEACAM1 регулируется MITF.

## Взаимодействия
CEACAM1 взаимодействует с фосфатазой PTPN11 и аннексином A2.